# توشیوئو ایوای
توشیوئو ایوای (انگلیسی: Toshio Iwai؛ زادهٔ ۱ ژانویهٔ ۱۹۶۲) هنرمند، آهنگساز، طراح، و تهیه‌کننده تلویزیونی اهل ژاپن است.